# Amphiura heraldica
Amphiura heraldica är en ormstjärneart som beskrevs av Fell 1952. Amphiura heraldica ingår i släktet Amphiura och familjen trådormstjärnor. Inga underarter finns listade i Catalogue of Life.